# Prosoponoides sinensis
Prosoponoides sinensis là một loài nhện trong họ Linyphiidae.
Loài này thuộc chi Prosoponoides. Prosoponoides sinensis được Jun Chen miêu tả năm 1991.